# Marbla divisa
Marbla divisa är en fjärilsart som beskrevs av Walker 1856. Marbla divisa ingår i släktet Marbla och familjen tofsspinnare. Inga underarter finns listade i Catalogue of Life.